# 日本核能

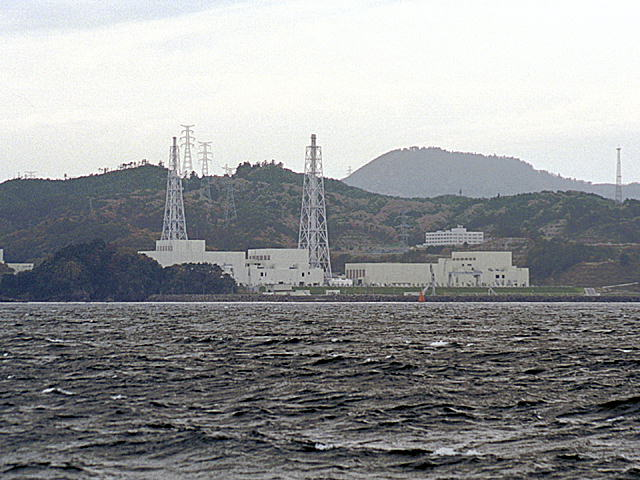
女川核电站，是一座典型的3单元机组的沸水反应堆的日本核电站。

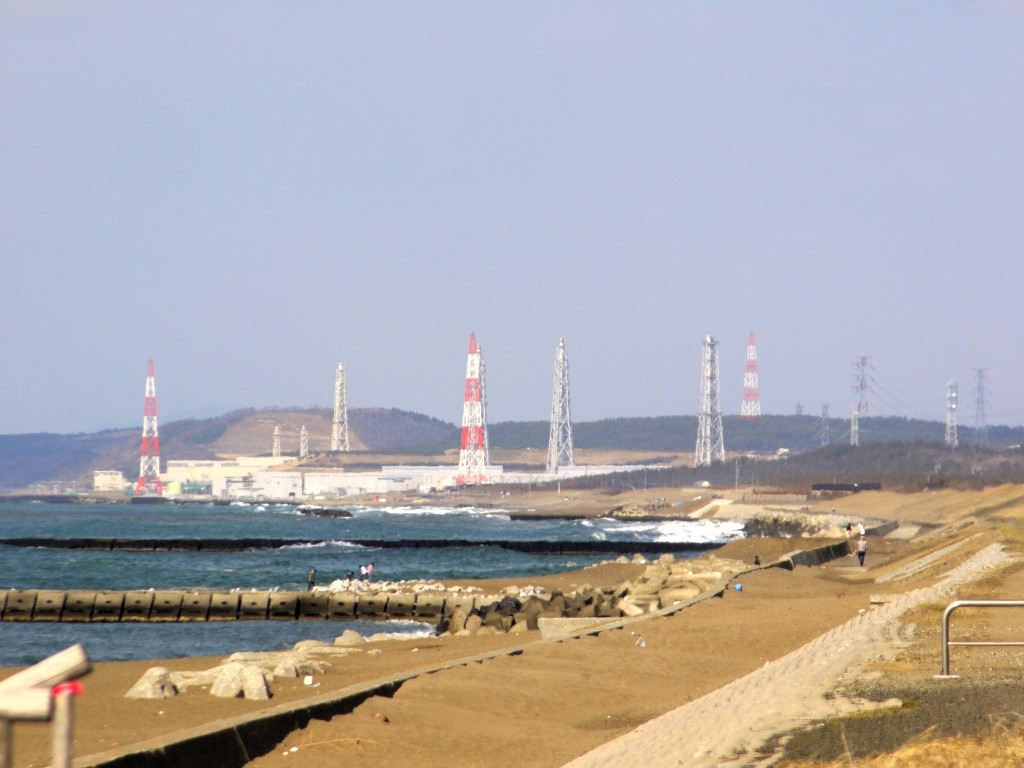
柏崎刈羽核能發電廠是一个拥有七个单元的核电站，是世界上最大的单个核电站，在2007年地震后完全关闭了21个月。東日本大震災後停用至今。

日本核能在2011年东北地震和海啸之前，产生了日本30％的电力，并曾计划将这一比例提高到40％。核能在日本是国家战略重点，然而東日本大震災之後，所有核電站运营暂停，儘管部分核電站後續恢復使用，但截至2024年11月，日本33座可运行的反应堆，只有7个发电厂中的13个反应堆正在运行。日本預計2030年將核能發電占比恢復至20％，以實現穩定和可負擔的能源供應，並應對全球暖化。

## 歷史

### 東日本大震災前
1945年8月15日第二次世界大戰後、日本被聯合国全面禁止從事核能相關研究。然而1952年《舊金山和約》生效後、1953年美國時任總統艾森豪發表「原子能的和平用途」演説，日本的核能相關研究以此為契機得以展開。
1954年3月當時改進黨議員於国会提出核能的研究開發預算，1955年4月日本科學界發表「原子力相關平和聲明」確立「民主、自主、公開」的「原子力三原則」，同年12月19日国会通過《原子力基本法》，與其後通過的「原子力委員會設置法」、「總理府設置法等法律部分修正法案」和稱「原子能三法」，作為核能利用與核能相關部會權責的大綱。
1956年1月1日原子力委員會成立。初代委員長為讀賣新聞社長正力松太郎。正力於1957年設立原子力平和利用懇談会，同年5月19日又兼任科學技術廳的初代長官，正力對日本的核能導入發揮極大的影響力，因此被稱為「日本核能之父」。
1956年6月特殊法人日本原子力研究所（現日本原子力研究開發機構）成立、研究所設置於茨城縣那珂郡東海村，東海村成為日本核能研究的重心。1957年11月1日、電気事業聯合会加盟的9個電力公司出資成立日本原子力發電。
1963年10月26日，日本最初的核能反應爐JPDR試験炉於東海村首次發電，自此毎年10月26日成為「原子力之日」，該日期也是日本於1956年簽署国际原子能机构憲章之日期。
1966年日本第一個商用核能發電站--東海核电站在東海村開始運営，反應爐的堆型是與世界首座核電站--考爾德霍爾核電站相同的石墨气冷反應爐。然而由於經濟性等問題，之後導入的商用反應爐均改為輕水反應爐。
1974年日本國會通過電源三法，此後核電站建設必須支付當地政府補償金，被稱為電源三法交付金。
由於日本能源高度依賴進口，加上減少對化石能源依賴的訴求，日本在2000年代提出高度依賴核能的政策方向，2004 年，日本原子工業論壇 (JAIF) 發布了一份關於日本核電未來前景的報告。它匯集了許多考慮因素，包括二氧化碳排放量減少 60% 和人口減少 20%，但 GDP 不變。預計到 2050 年的核發電量為 90 GWe。這意味著核能發電能力和核能份額將翻一番，達到總發電量的 60% 左右。此外，到 2050 年，氫能將提供 10% 的能源消耗，但製造氫氣的其中 70% 能源將來自核電站。

### 東日本大震災後
尽管日本的所有核反应堆成功抵御了2011年东北地震的震动，但随后发生的海啸造成的洪水导致福島第一核能發電廠冷却系统于2011年3月11日失效。日本首次发生核紧急事件，其中居住在20（12英里）疏散範圍內的14万居民被撤離。 国际专家对2013年福岛第一核电站灾害相关的健康风险进行了全面评估，对于日本国内外的一般人群，预测的风险很低，预计癌症发生率比起基线发生率不会有可观察到的增加。然而日本的所有核电站仍然自主关闭，或強迫运营暂停，以进行安全检查。日本50个反应堆中的最后一个（泊核能發電廠3号机组）于2012年5月5日下线维修，自1970年以来首次完全没有核电生产。
福岛第一核电站的事故使人们对核电的态度更加强硬。 2011年6月，超过80％的日本人表示他们不信任政府關於辐射和反核的信息 。到2011年10月，电力短缺，但日本在夏季幸存下来，没有發生一些人预测的大规模停电。 日本内阁于2011年10月批准的能源白皮书指出，福岛核灾难使“公众对核电安全的信心受到严重破坏”，并呼吁减少国家对核电的依赖。

### 重啟核能
2012年7月1日尽管有抗议活动，大飯發電廠3号机组重新启动 ，同月21日，4號機恢復運轉，但 2013年9月，兩机组下线，日本再次完全没有核电生产 。 
然而2012年日本眾議院選舉後自民党重新掌權，自民黨對核能看法較為正向，2014 年日本政府宣布：「核能是關鍵的基本負載電源，將繼續安全使用，以實現穩定和可負擔的能源供應，並應對全球暖化。」2015年8月、10月，川內核能發電廠的2部機組重新上线，随后2016年又有高濱核电站的两个单元（3和4號機組）重新上线 。但在滋贺县地区法院发布停止高滨核电站运营的禁令之后被关闭， 直到2017年大阪高等裁判所判決關西電力抗告勝訴，高滨核电站的两个单元才又於2017年6月和7月重新上线。
在高濱核能發電廠之後重新启用的包括：2018年的玄海核能發電廠3和4號機組、大飯發電廠3和4號機組、伊方核能發電廠3號機組、2021年的美濱核能發電廠3號機組......等；2024年10月女川核电站2號機組重新启用，是東日本2011年以来首个重新启用的核电站，以及日本首个重新启用的沸水反应堆 (与福岛第一核电站同型)。截至2024年12月，日本33座可运行的反应堆，只有8个发电厂中的14个反应堆正在运行。日本经济产业省在2017年表示，如果该国要履行巴黎气候协议规定的义务，那么核能發電需要達到全国發電量20％-22％。 目前日本有21个反应堆正在等待重启应用，预计到2025年将有12个单元重新投入使用，到2030年将重新投入使用18个。

## 反應爐列表

### 運用中
- 共33個反應爐，按地理位置由北至南排序，14個運作中。
- ■代表停止运行中的反應爐，共19個。

| 论 编              |                |                            |                    |        |               |            | |
| 名称               | 電力公司       | 所在地                     | 堆型               | 反應爐 | 单堆功率 (MW) | 运行開始年 | 備註 |
| 泊核能發電廠       | 北海道電力     | 北海道古宇郡泊村           | 压水反应堆         | 1      | 579           | 1989       | 因定期檢修停止運行。2013年7月8日依據新基準提出再啟用申請。 |
| 泊核能發電廠       | 北海道電力     | 北海道古宇郡泊村           | 压水反应堆         | 2      | 579           | 1991       | 因定期檢修停止運行。2013年7月8日依據新基準提出再啟用申請。 |
| 泊核能發電廠       | 北海道電力     | 北海道古宇郡泊村           | 压水反应堆         | 3      | 912           | 2009       | 因定期檢修停止運行。2013年7月8日依據新基準提出再啟用申請。 |
| 東通核能發電廠     | 東北電力       | 青森縣下北郡東通村         | 沸水反应堆         | 1      | 1100          | 1998       | 因東北地方太平洋近海地震停止運行。2014年6月10日依據新基準提出再啟用申請。 |
| 女川核能發電廠     | 東北電力       | 宮城縣牡鹿郡女川町         | 沸水反应堆         | 2      | 825           | 1995       | 因東北地方太平洋近海地震停止運行。2020年2月26日新基準變更通過。安全提升工程計畫審查中。原預計2024年2月重啟，之後宣布延后至同年11月，最終提前於10月29日重啟。                                    |
| 女川核能發電廠     | 東北電力       | 宮城縣牡鹿郡女川町         | 沸水反应堆         | 3      | 825           | 2002       | 因東北地方太平洋近海地震停止運行。 |
| 東海第二核能發電廠 | 日本原子力發電 | 茨城縣那珂郡東海村         | 沸水反应堆         | 1      | 1100          | 1978       | 因東北地方太平洋近海地震停止運行。2018年10月18日安全提升工程計畫通過。2018年11月7日延役申請通過，延長使用年限20年。安全提升工程進行中。                                                         |
| 柏崎刈羽核能發電廠 | 東京電力       | 新潟縣柏崎市和刈羽郡刈羽村 | 沸水反应堆         | 1      | 1100          | 1985       | 因定期檢修停止運行。2021年4月14日發佈禁止東電移動核燃料的糾正命令。 |
| 柏崎刈羽核能發電廠 | 東京電力       | 新潟縣柏崎市和刈羽郡刈羽村 | 沸水反应堆         | 2      | 1100          | 1990       | 因新潟縣中越近海地震停止運行。2021年4月14日發佈禁止東電移動核燃料的糾正命令。 |
| 柏崎刈羽核能發電廠 | 東京電力       | 新潟縣柏崎市和刈羽郡刈羽村 | 沸水反应堆         | 3      | 1100          | 1993       | 因新潟縣中越近海地震停止運行。2021年4月14日發佈禁止東電移動核燃料的糾正命令。 |
| 柏崎刈羽核能發電廠 | 東京電力       | 新潟縣柏崎市和刈羽郡刈羽村 | 沸水反应堆         | 4      | 1100          | 1994       | 因新潟縣中越近海地震停止運行。2021年4月14日發佈禁止東電移動核燃料的糾正命令。 |
| 柏崎刈羽核能發電廠 | 東京電力       | 新潟縣柏崎市和刈羽郡刈羽村 | 沸水反应堆         | 5      | 1100          | 1990       | 因定期檢修停止運行。2021年4月14日發佈禁止東電移動核燃料的糾正命令。 |
| 柏崎刈羽核能發電廠 | 東京電力       | 新潟縣柏崎市和刈羽郡刈羽村 | 進步型沸水式反應爐 | 6      | 1356          | 1996       | 停止運行。2017年12月27日新基準變更通過。安全提升工程計畫審查中。2021年4月14日發佈禁止東電移動核燃料的糾正命令。东电计划于2026年之前重启。                                                       |
| 柏崎刈羽核能發電廠 | 東京電力       | 新潟縣柏崎市和刈羽郡刈羽村 | 進步型沸水式反應爐 | 7      | 1356          | 1997       | 停止運行。2020年10月30日安全審查通過，但因安全提升工程疏失，未設置火災感知器，需增設備用發電機，無應對恐怖攻擊對策，於2021年4月14日發佈禁止東電移動核燃料的糾正命令。东电计划于2026年之前重启。 |
| 濱岡核能發電廠     | 中部電力       | 靜岡縣御前崎市             | 沸水反应堆         | 3      | 1100          | 1987       | 2010年11月29日因定期檢修停止運行。2015年6月16日依據新基準提出再啟用申請。 |
| 濱岡核能發電廠     | 中部電力       | 靜岡縣御前崎市             | 沸水反应堆         | 4      | 1137          | 1993       | 因内閣總理菅直人要求，於2011年5月14日停止運行。2014年2月14日依據新基準提出再啟用申請。 |
| 濱岡核能發電廠     | 中部電力       | 靜岡縣御前崎市             | 進步型沸水式反應爐 | 5      | 1380          | 2005       | 因内閣總理菅直人要求，於2011年5月14日停止運行。 |
| 志賀核能發電廠     | 北陸電力       | 石川縣羽咋郡志賀町         | 沸水反应堆         | 1      | 540           | 1993       | 由於水泵部件故障，於2011年2月28日停止運行。 |
| 志賀核能發電廠     | 北陸電力       | 石川縣羽咋郡志賀町         | 進步型沸水式反應爐 | 2      | 1358          | 2006       | 因定期檢修停止運行。2014年8月12日依據新基準提出再啟用申請。 |
| 敦賀核能發電廠     | 日本原子力發電 | 福井縣敦賀市               | 压水反应堆         | 2      | 1160          | 1987       | 因定期檢修停止運行。2017年11月5日依據新基準提出再啟用申請。 |
| 美濱核能發電廠     | 關西電力       | 福井縣三方郡美濱町         | 压水反应堆         | 3      | 826           | 1976       | 2016年11月16日延役申請通過，延長使用年限20年。2020年2月27日安全檢查通過。2021年4月28日同意重新启用、2021年7月30日重新启用。                                                                     |
| 大飯核能發電廠     | 關西電力       | 福井縣大飯郡大飯町         | 压水反应堆         | 3      | 1180          | 1991       | 2018年3月14日重新启用。 |
| 大飯核能發電廠     | 關西電力       | 福井縣大飯郡大飯町         | 压水反应堆         | 4      | 1180          | 1993       | 2018年5月9日重新启用。 |
| 高濱核能發電廠     | 關西電力       | 福井縣大飯郡高濱町         | 压水反应堆         | 1      | 826           | 1974       | 2016年6月20日延長使用年限20年申請通過。2021年2月15日安全檢查通過，原定2021年重新启用，2021年5月12日關西電力宣布暫緩重啟。2023年7月28日1号機重新启用。2023年9月15日2号機重新启用。               |
| 高濱核能發電廠     | 關西電力       | 福井縣大飯郡高濱町         | 压水反应堆         | 2      | 826           | 1975       | 2016年6月20日延長使用年限20年申請通過。2021年2月15日安全檢查通過，原定2021年重新启用，2021年5月12日關西電力宣布暫緩重啟。2023年7月28日1号機重新启用。2023年9月15日2号機重新启用。               |
| 高濱核能發電廠     | 關西電力       | 福井縣大飯郡高濱町         | 压水反应堆         | 3      | 870           | 1985       | 2017年7月4日重新启用。2024年5月延長使用年限20年申請通過。 |
| 高濱核能發電廠     | 關西電力       | 福井縣大飯郡高濱町         | 压水反应堆         | 4      | 870           | 1985       | 2017年6月16日重新启用。2024年5月延長使用年限20年申請通過。 |
| 島根核能發電廠     | 中國電力       | 島根縣松江市               | 沸水反应堆         | 2      | 820           | 1989       | 因定期檢修停止運行。2013年12月25日依據新基準提出再啟用申請。2022年6月2日同意重新启用，原預計2023年重啟。之后延遲至2024年12月7日重啟。                                                           |
| 伊方核能發電廠     | 四國電力       | 愛媛縣西宇和郡伊方町       | 压水反应堆         | 3      | 890           | 1994       | 2018年10月27日重新启用。2019年12月26日因定期檢修停止運行。2020年1月17日受禁止運行假處分。2021年3月18日四國電力抗訴成功，2022年1月24日再度啟用。                                                 |
| 玄海核能發電廠     | 九州電力       | 佐賀縣東松浦郡玄海町       | 压水反应堆         | 3      | 1180          | 1994       | 2018年3月23日重新启用。 |
| 玄海核能發電廠     | 九州電力       | 佐賀縣東松浦郡玄海町       | 压水反应堆         | 4      | 1180          | 1997       | 2018年6月16日重新启用。 |
| 川內核電廠         | 九州電力       | 鹿兒島縣薩摩川內市         | 压水反应堆         | 1      | 890           | 1984       | 2015年8月11日重新启用。2023年11月1日延長使用年限20年申請通過。 |
| 川內核電廠         | 九州電力       | 鹿兒島縣薩摩川內市         | 压水反应堆         | 2      | 890           | 1985       | 2015年10月15日重新启用。2023年11月1日延長使用年限20年申請通過。 |

### 除役中
| 论 编              |                        |                      |                |        |               |            |            |                | |
| 名称               | 電力公司               | 所在地               | 堆型           | 反應爐 | 单堆功率 (MW) | 运行開始年 | 运行停止年 | 預定除役完成年 | 備註 |
| 東海核能發電廠     | 日本原子力發電         | 茨城縣那珂郡東海村   | 石墨氣冷反應爐 | 1      | 166           | 1966       | 1998       | 2025           | |
| 普賢核能發電廠     | 日本原子能研究開發機構 | 福井縣敦賀市         | 新型轉換反应堆 | 1      | 165           | 1978       | 2003       | 2033           | |
| 濱岡核能發電廠     | 中部電力               | 靜岡縣御前崎市       | 沸水反应堆     | 1      | 540           | 1976       | 2009       | 2036           | |
| 濱岡核能發電廠     | 中部電力               | 靜岡縣御前崎市       | 沸水反应堆     | 2      | 840           | 1978       | 2009       | 2036           | |
| 福島第一核能發電廠 | 東京電力               | 福島縣雙葉郡大熊町   | 沸水反应堆     | 1      | 460           | 1971       | 2011       | 2051           | 因東北地方太平洋近海地震導致福島第一核能發電廠事故停止。2012年4月20日依電氣事業法廢止。                                   |
| 福島第一核能發電廠 | 東京電力               | 福島縣雙葉郡大熊町   | 沸水反应堆     | 2      | 784           | 1974       | 2011       | 2051           | 因東北地方太平洋近海地震導致福島第一核能發電廠事故停止。2012年4月20日依電氣事業法廢止。                                   |
| 福島第一核能發電廠 | 東京電力               | 福島縣雙葉郡大熊町   | 沸水反应堆     | 3      | 784           | 1976       | 2011       | 2051           | 因東北地方太平洋近海地震導致福島第一核能發電廠事故停止。2012年4月20日依電氣事業法廢止。                                   |
| 福島第一核能發電廠 | 東京電力               | 福島縣雙葉郡大熊町   | 沸水反应堆     | 4      | 784           | 1978       | 2011       | 2051           | 因東北地方太平洋近海地震導致福島第一核能發電廠事故停止。2012年4月20日依電氣事業法廢止。                                   |
| 福島第一核能發電廠 | 東京電力               | 福島縣双葉郡雙葉町   | 沸水反应堆     | 5      | 784           | 1978       | 2014       | 2051           | 因東北地方太平洋近海地震導致福島第一核能發電廠事故停止。2014年1月31日正式廢止。                                           |
| 福島第一核能發電廠 | 東京電力               | 福島縣双葉郡雙葉町   | 沸水反应堆     | 6      | 1100          | 1979       | 2014       | 2051           | 因東北地方太平洋近海地震導致福島第一核能發電廠事故停止。2014年1月31日正式廢止。                                           |
| 美濱核能發電廠     | 關西電力               | 福井縣三方郡美濱町   | 压水反应堆     | 1      | 340           | 1970       | 2015       | -              | |
| 美濱核能發電廠     | 關西電力               | 福井縣三方郡美濱町   | 压水反应堆     | 2      | 500           | 1972       | 2015       | -              | |
| 敦賀核能發電廠     | 日本原子力發電         | 福井縣敦賀市         | 沸水反应堆     | 1      | 357           | 1970       | 2015       | -              | |
| 玄海核能發電廠     | 九州電力               | 佐賀縣東松浦郡玄海町 | 压水反应堆     | 1      | 559           | 1975       | 2015       | -              | |
| 玄海核能發電廠     | 九州電力               | 佐賀縣東松浦郡玄海町 | 压水反应堆     | 2      | 559           | 1981       | 2019       | -              | |
| 島根核能發電廠     | 中國電力               | 島根縣松江市         | 沸水反应堆     | 1      | 460           | 1974       | 2015       | -              | |
| 伊方核能發電廠     | 四國電力               | 愛媛縣西宇和郡伊方町 | 压水反应堆     | 1      | 566           | 1977       | 2016       | -              | |
| 伊方核能發電廠     | 四國電力               | 愛媛縣西宇和郡伊方町 | 压水反应堆     | 2      | 566           | 1982       | 2018       | -              | |
| 大飯發電廠         | 關西電力               | 福井縣大飯郡大飯町   | 压水反应堆     | 1      | 1175          | 1979       | 2017       | -              | |
| 大飯發電廠         | 關西電力               | 福井縣大飯郡大飯町   | 压水反应堆     | 2      | 1175          | 1979       | 2017       | -              | |
| 女川核能發電廠     | 東北電力               | 宮城縣牡鹿郡女川町   | 沸水反应堆     | 1      | 520           | 1984       | 2018       | -              | |
| 福島第二核能發電廠 | 東京電力               | 福島縣雙葉郡楢葉町   | 沸水反应堆     | 1      | 1100          | 1982       | 2019       | -              | 因東北地方太平洋近海地震導致停止。2018年6月14日宣布放棄重新启用。2019年7月31日正式決定除役，同年9月30日依電氣事業法廢止。 |
| 福島第二核能發電廠 | 東京電力               | 福島縣雙葉郡楢葉町   | 沸水反应堆     | 2      | 1100          | 1984       | 2019       | -              | 因東北地方太平洋近海地震導致停止。2018年6月14日宣布放棄重新启用。2019年7月31日正式決定除役，同年9月30日依電氣事業法廢止。 |
| 福島第二核能發電廠 | 東京電力               | 福島縣雙葉郡楢葉町   | 沸水反应堆     | 3      | 1100          | 1985       | 2019       | -              | 因東北地方太平洋近海地震導致停止。2018年6月14日宣布放棄重新启用。2019年7月31日正式決定除役，同年9月30日依電氣事業法廢止。 |
| 福島第二核能發電廠 | 東京電力               | 福島縣雙葉郡楢葉町   | 沸水反应堆     | 4      | 1100          | 1987       | 2019       | -              | 因東北地方太平洋近海地震導致停止。2018年6月14日宣布放棄重新启用。2019年7月31日正式決定除役，同年9月30日依電氣事業法廢止。 |

### 建設/計畫中
| 论 编          |                |                    |                    |          |                   | |
| 名称           | 電力公司       | 所在地             | 堆型               | 反應爐数 | 計畫单堆功率 (MW) | 備註 |
| 大間核能發電廠 | 电源开发       | 青森縣下北郡大間町 | 進步型沸水式反應爐 | 1        | 1383              | 因東日本大震災停止建設工程，2012年10月建設再度展開。運行開始時間未定。2014年12月16日依據新基準提出再啟用申請。 |
| 東通核能發電廠 | 東北電力       | 青森縣下北郡東通村 | 進步型沸水式反應爐 | 1        | 1385              | 1號機建設中断中，2號機計畫中。運行開始時間未定。                                                               |
| 東通核能發電廠 | 東京電力       | 青森縣下北郡東通村 | 進步型沸水式反應爐 | 2        | 1385              | 1號機建設中断中，2號機計畫中。運行開始時間未定。                                                               |
| 敦賀核能發電廠 | 日本原子力發電 | 福井縣敦賀市       | 進步型壓水式反應爐 | 2        | 1538              | 計畫中 |
| 上關核能發電廠 | 中國電力       | 山口縣熊毛郡上關町 | 進步型沸水式反應爐 | 2        | 1373              | 準備工作中断中，運行開始時間未定。                                                                             |
| 島根核能發電廠 | 中國電力       | 島根縣松江市       | 進步型沸水式反應爐 | 1        | 1373              | 建設中，運行開始時間未定。2018年8月10日依據新基準提出再啟用申請。                                              |
| 川內核電廠     | 九州電力       | 鹿兒島縣薩摩川內市 | 進步型壓水式反應爐 | 1        | 1590              | 計畫中 |

### 實驗爐
| 论 编      |                        |              |                  |        |               |            |        |            |      |
| 名称       | 電力公司               | 所在地       | 堆型             | 反應爐 | 单堆功率 (MW) | 运行開始年 | 狀態   | 运行停止年 | 備註 |
| 常陽反應爐 | 日本原子能研究開發機構 | 茨城縣大洗町 | 快中子增殖反应堆 | 1      | 75            | 1971       | 休止中 |            |      |
| 文殊反應爐 | 日本原子能研究開發機構 | 福井縣敦賀市 | 快中子增殖反应堆 | 1      | 280           | 1995       | 除役中 | 2016       |      |

## 反應爐技術
斜體為建設/計畫中。
- 压水反应堆(PWR)
  - 北海道電力的所有反應爐
  - 關西電力的所有反應爐
  - 四国電力的所有反應爐
  - 九州電力的所有反應爐
  - 日本原子力發電敦賀發電所：2号機
- 沸水反应堆(BWR)
  - 東北電力
    - 東通核電廠：1号機
    - 女川核電廠：1 - 3号機

  - 東京電力
    - 福島第一核電廠：1 - 6号機（全部機組機除役中）
    - 福島第二核電廠：1 - 4号機（全部機組機除役中）
    - 柏崎刈羽核電廠：1 - 5号機

  - 中部電力
    - 濱岡核電廠：1 - 4号機（1・2号機除役中）

  - 北陸電力
    - 志賀核電廠：1号機

  - 中国電力
    - 島根核電廠：1・2号機

  - 日本原子力發電
    - 東海第二發電所
    - 敦賀發電所：1号機
- 進步型沸水式反應爐(ABWR)
  - 東京電力柏崎刈羽核電廠：6・7号機
  - 中部電力濱岡核電廠：5号機
  - 北陸電力志賀核電廠：2号機
  - 中国電力島根核電廠：3号機
  - 電源開發：大間核電廠
  - 東京電力・東通核電廠：1号機
- 快中子增殖反应堆(FBR)
  - 文殊反應爐（除役中）
  - 常陽反應爐
- 新型轉換反应堆(ATR)
  - 普賢核電廠（除役中）
- 石墨气冷反應爐(GCR)
  - 日本原子力發電・東海發電所（除役中）

## 参見
- 日本能源（英语：Energy in Japan）
- 日本的环境问题（英语：Environmental issues in Japan）
- 日本核研究
- 美日联合核能行动计划（英语：United States-Japan Joint Nuclear Energy Action Plan）
- 核子反應爐列表
- 日本發電廠列表